# Hemming Hansen
Hemming Emil Hansen (2. maj 1884 i Kværkeby – 2. september 1964 på Frederiksberg) var en dansk bokser sin deltog under Sommer-OL 1908.
Hemming Hansen var sammen med Waldemar Holberg de første danske boksere, der stillede op til de Olympiske Lege, da de to stillede op i den den olympiske bokseturnering i 1908 i letvægt. Hemming Hansen blev dog elimineret i turneringens første runde, da han tabte til den kommende sølvmedaljevinder Harry Johnson.
Efter OL i London debuterede Hemming Hansen som professionel bokser i december 1908 mod landsmanden Johannes Hindsberg, og senere blev Hemming Hansen slået ud af OL-kollegaen Waldemar Holberg. Der foreligger ikke rapporter om andre professionelle kampe. 